# Liste der Kommunen von Benin

Grenzen der Kommunen von Benin

Die zwölf Departements des westafrikanischen Staates Benin sind in 77 Kommunen unterteilt, diese wiederum in Arrondissements und diese schließlich in Dörfer oder Städtische Distrikte.

## Kommunen nach Departements
Die Kommunen sind nachfolgend nach Departements aufgelistet:

### Alibori

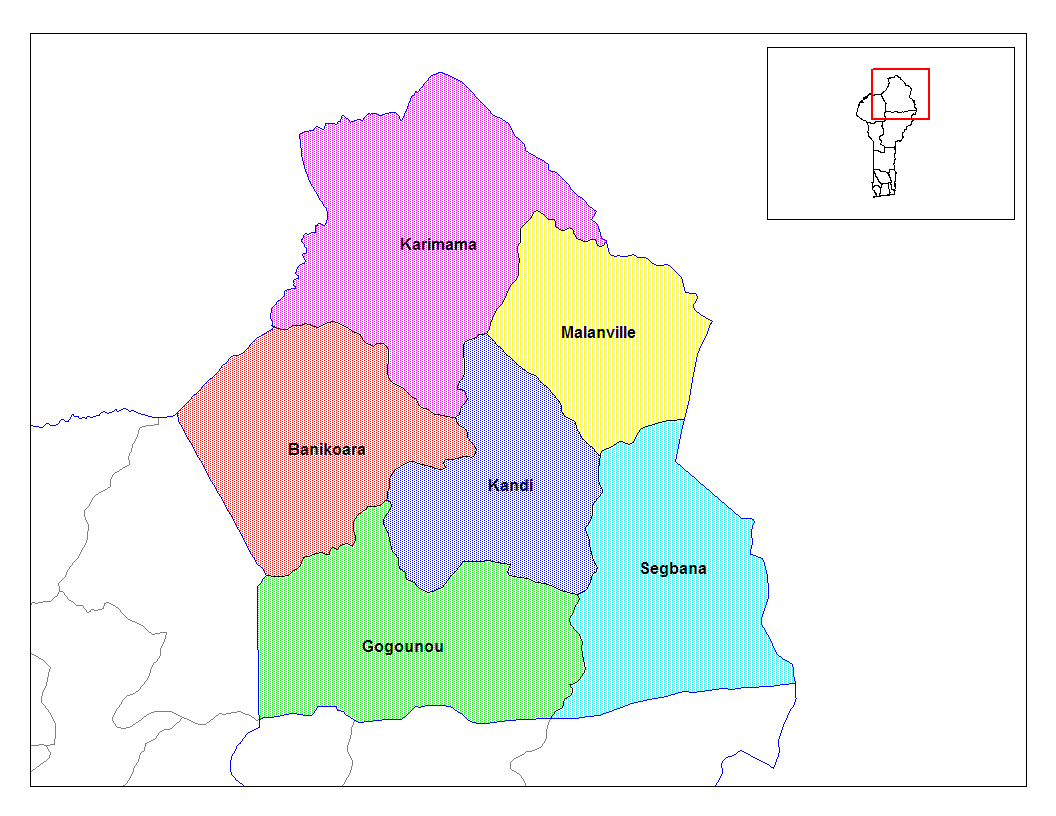
Kommunen von Alibori

1. Banikoara
2. Gogounou
3. Kandi
4. Karimama
5. Malanville
6. Segbana

### Atakora

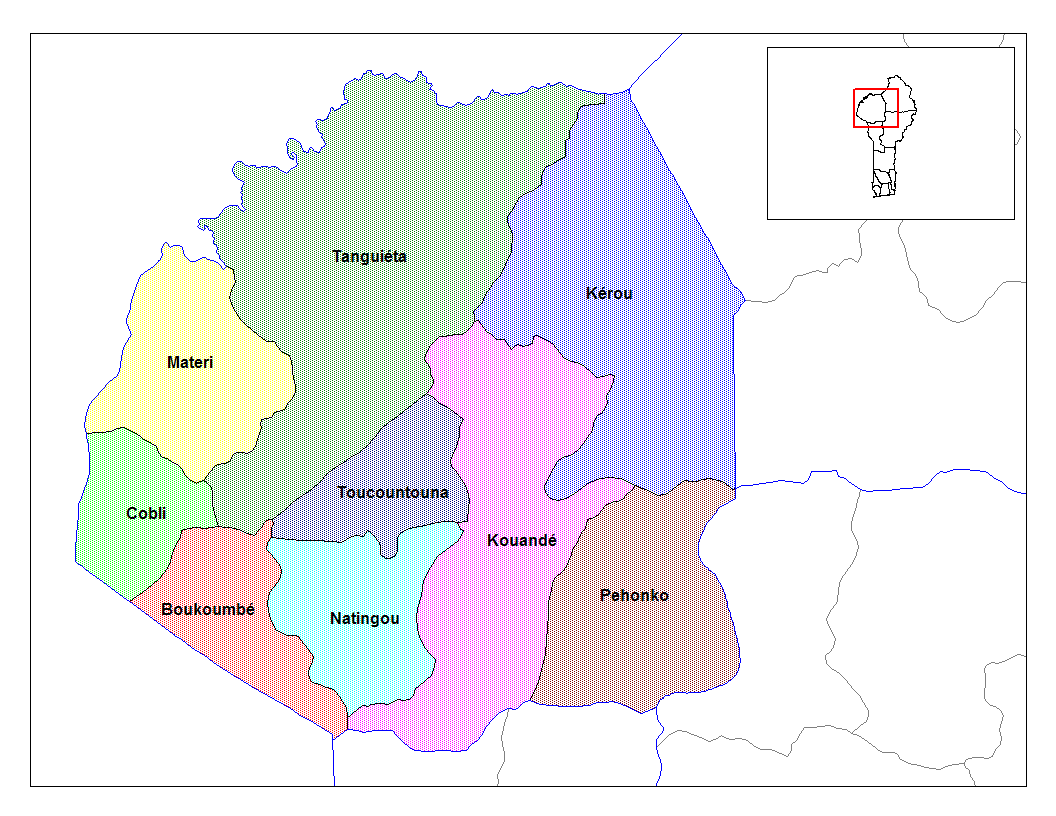
Kommunen von Atakora

1. Boukoumbé
2. Cobly
3. Kérou
4. Kouandé
5. Matéri
6. Natitingou
7. Pehonko
8. Tanguiéta
9. Toucountouna

### Atlantique

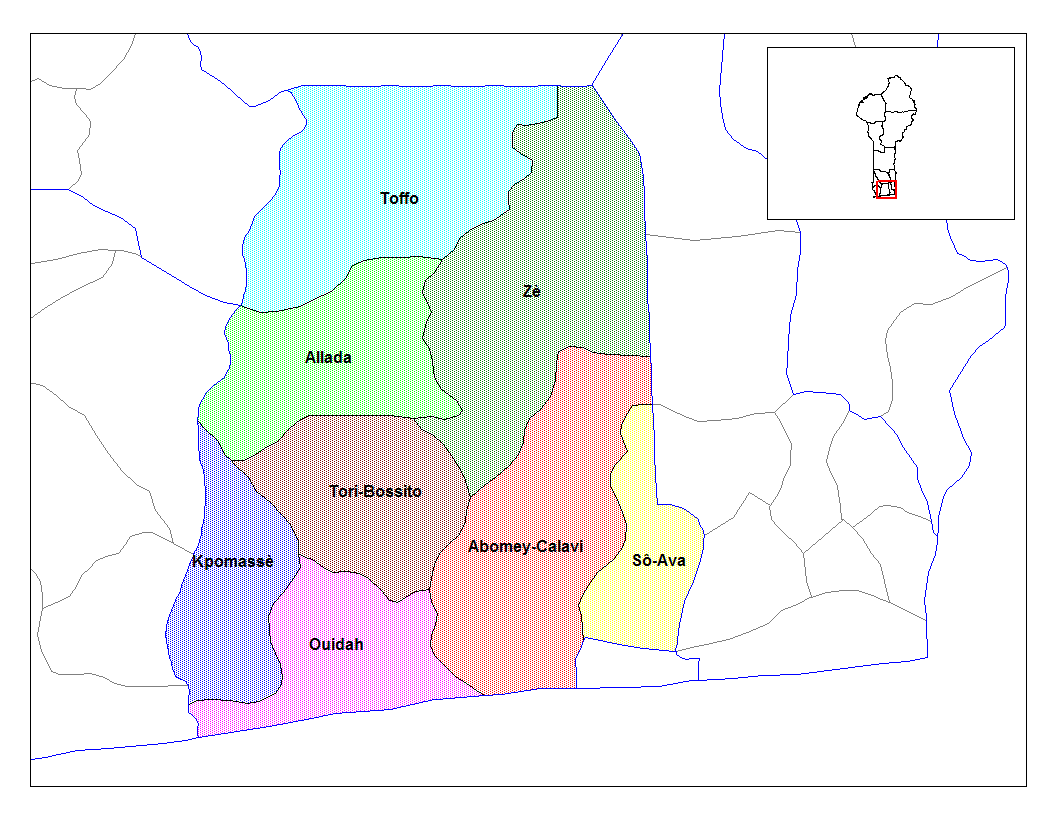
Kommunen von Atlantique

1. Abomey-Calavi
2. Allada
3. Kpomassè
4. Ouidah
5. Sô-Ava
6. Toffo
7. Tori-Bossito
8. Zè

### Borgou

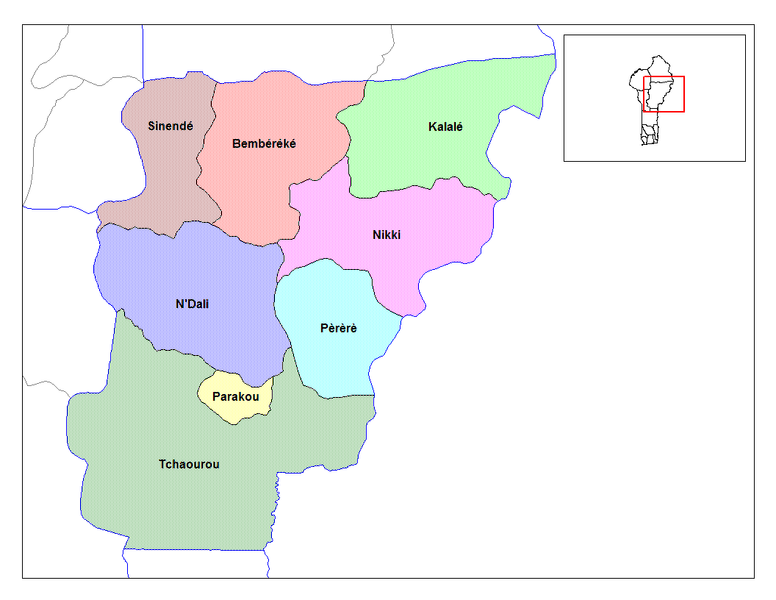
Kommunen von Borgou

1. Bembèrèkè
2. Kalalè
3. N’Dali
4. Nikki
5. Parakou
6. Pèrèrè
7. Sinendé
8. Tchaourou

### Collines

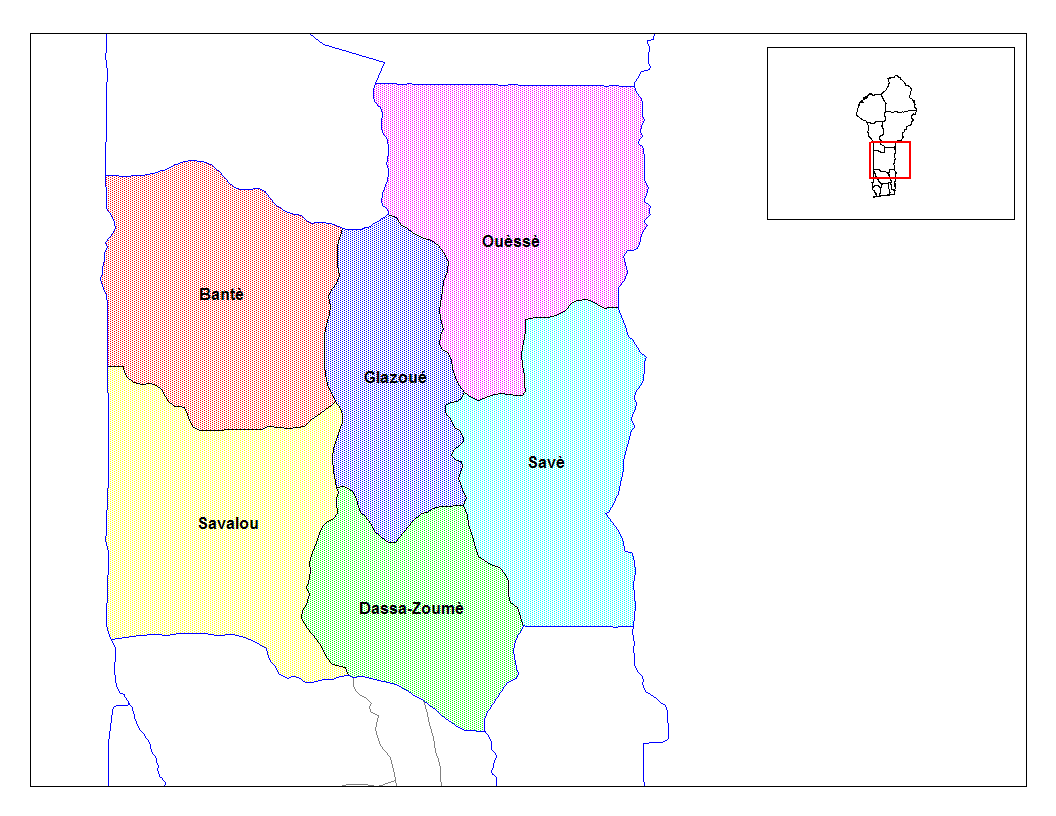
Kommunen von Collines

1. Bantè
2. Dassa-Zoumè
3. Glazoué
4. Ouèssè
5. Savalou
6. Savè

### Couffo

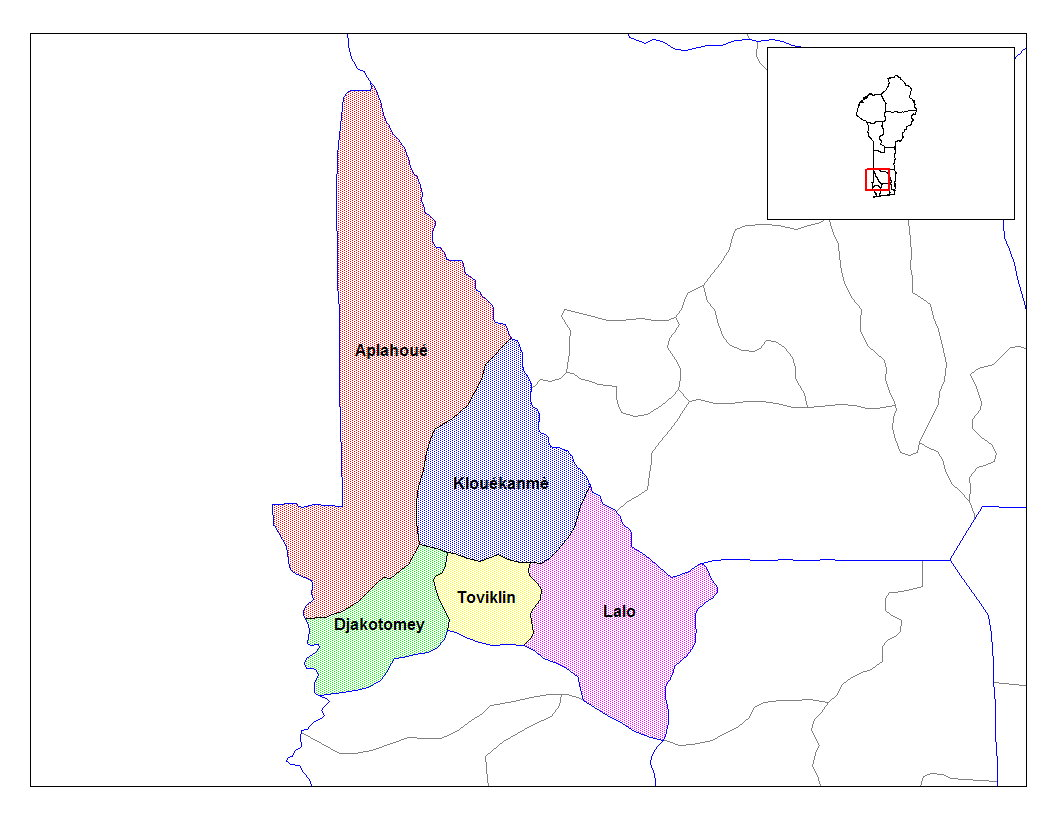
Kommunen von Couffo

1. Aplahoué
2. Djakotomey
3. Dogbo-Tota
4. Klouékanmè
5. Lalo
6. Toviklin

### Donga

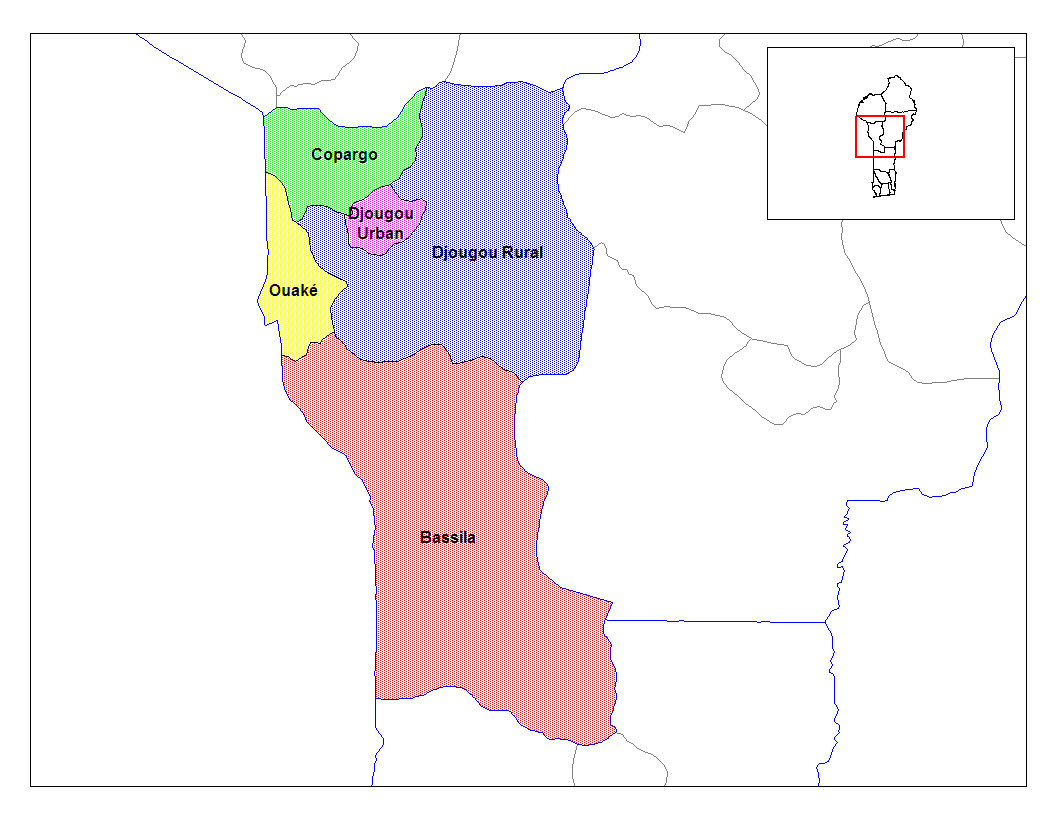
Kommunen von Donga

1. Bassila
2. Copargo
3. Djougou
4. Ouaké

### Littoral

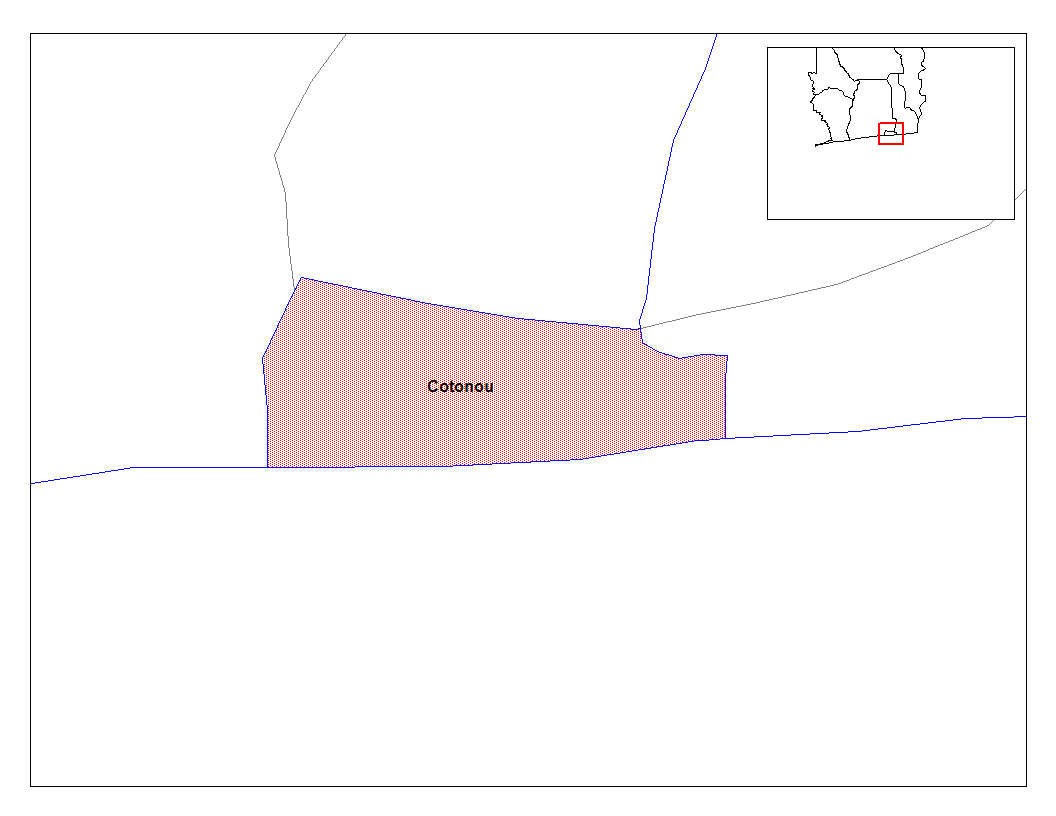
Kommunen von Littoral

1. Cotonou

### Mono

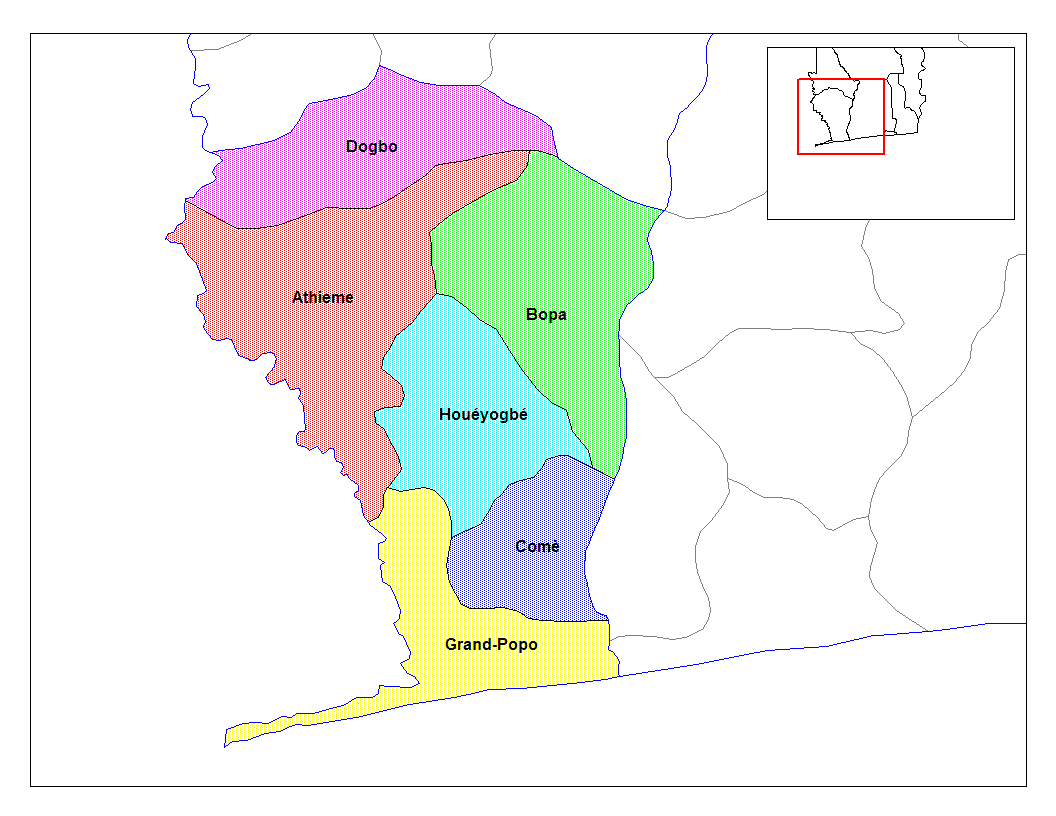
Kommunen von Mono

1. Athiémè
2. Bopa
3. Comé
4. Grand-Popo
5. Houéyogbé

### Ouémé

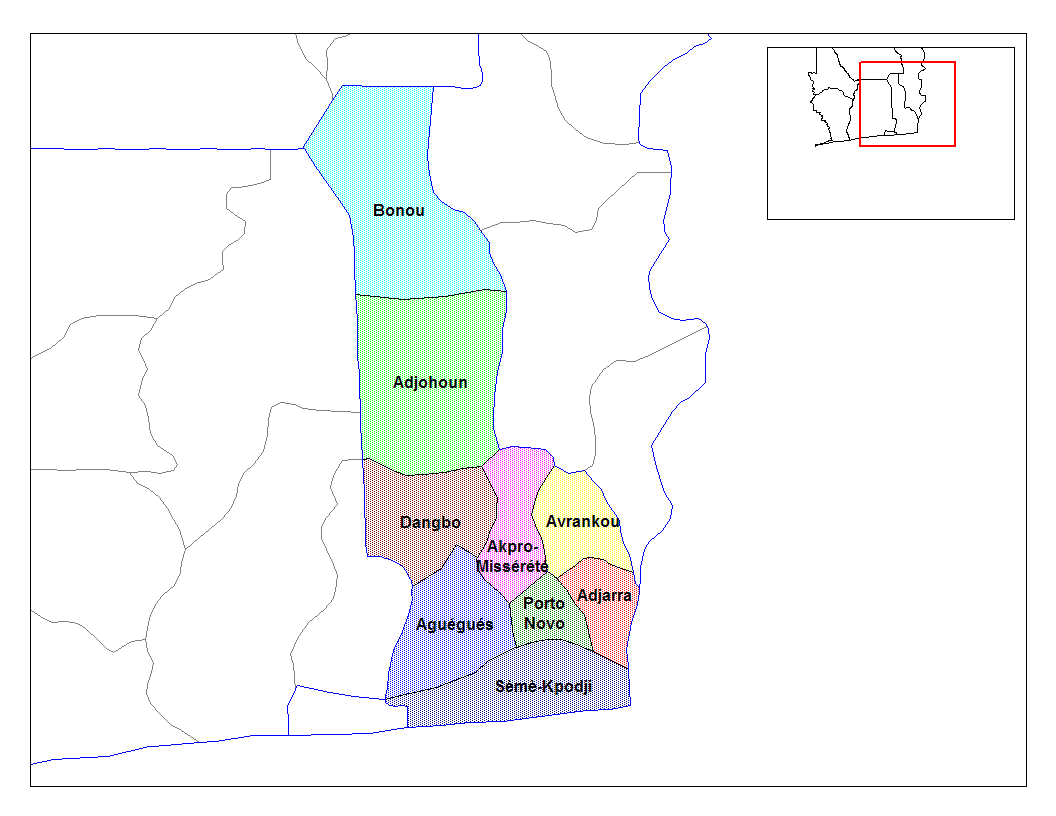
Kommunen von Ouémé

1. Adjarra
2. Adjohoun
3. Aguegues
4. Akpro-Missérété
5. Avrankou
6. Bonou
7. Dangbo
8. Porto-Novo
9. Sèmè-Kpodji

### Plateau

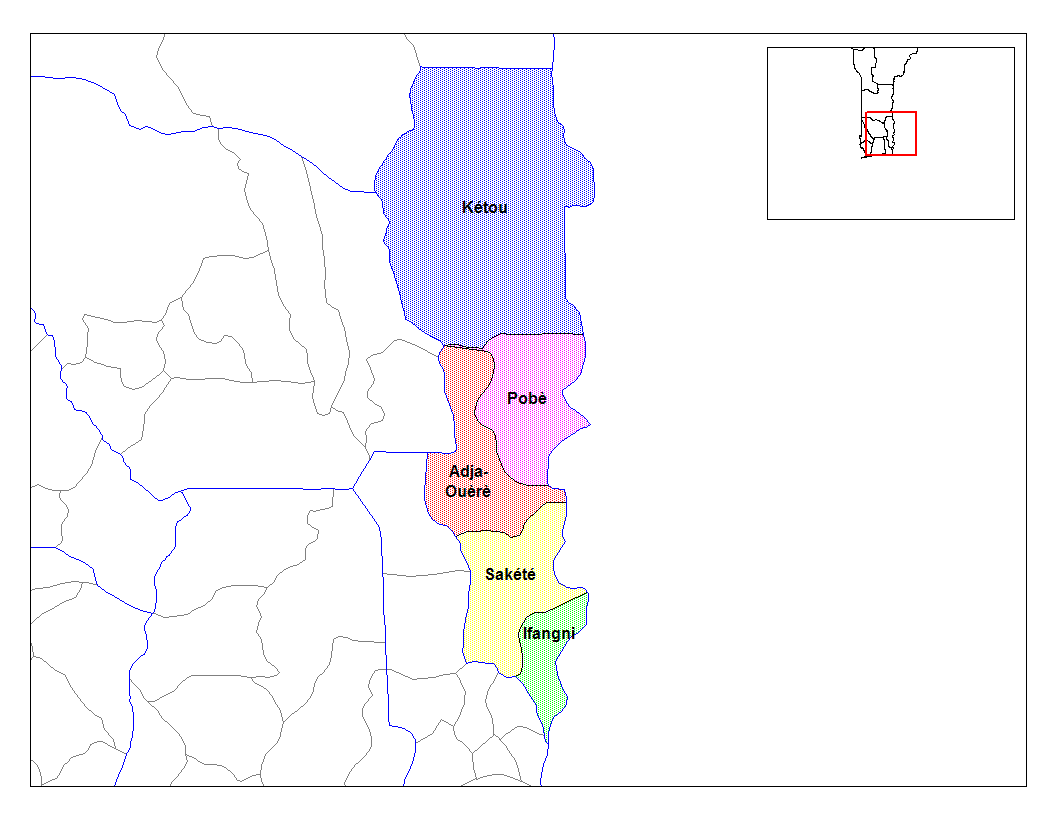
Kommunen von Plateau

1. Ifangni
2. Adja-Ouèrè
3. Kétou
4. Pobè
5. Sakété

### Zou

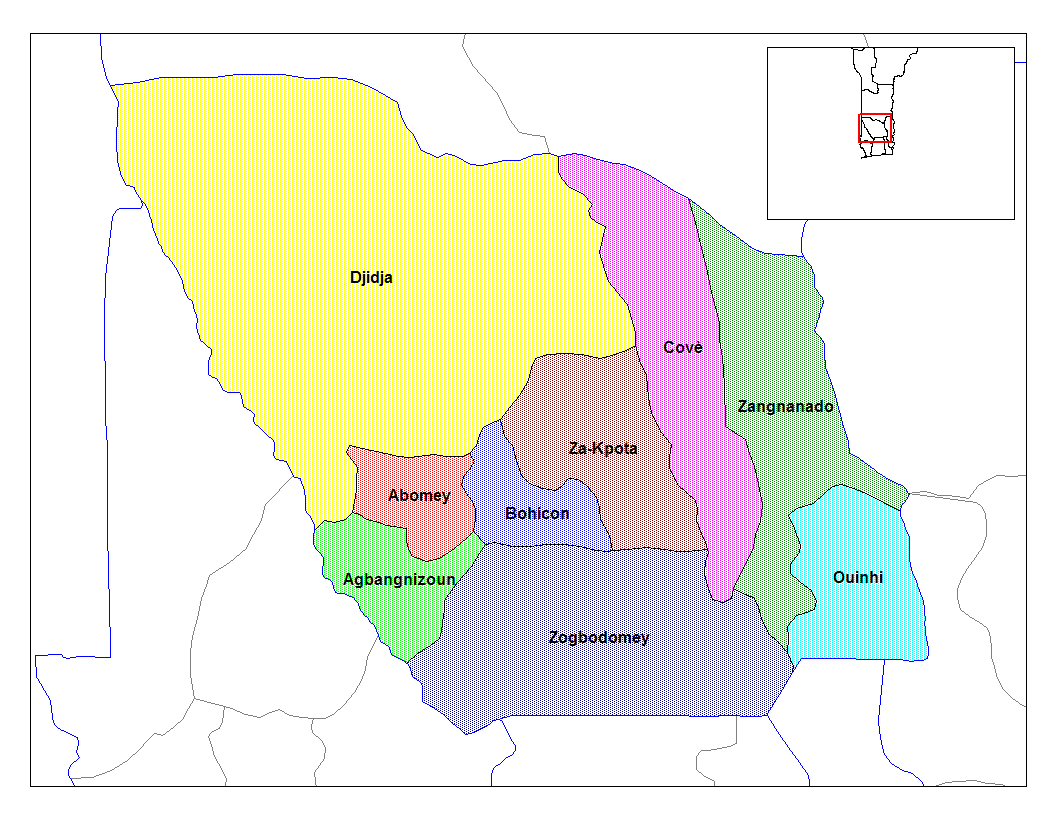
Kommunen von Zou

1. Abomey
2. Agbangnizoun
3. Bohicon
4. Covè
5. Djidja
6. Ouinhi
7. Za-Kpota
8. Zagnanado
9. Zogbodomey